# Джеймс Уитърби
Джеймс Доналд Уитърби (на английски: James Donald Wetherbee) е американски военен пилот и астронавт на НАСА, ветеран от шест космически полета. Единственият човек в света, командир на пет космически полета.

## Образование
Джеймс Д. Уитърби е завършил елитния колеж Holy Family Diocesan High School в Ню Йорк през 1970 г. Получава бакалавърска степен по аерокосмическо инженерство от Университета Нотр Дам (на английски: The University of Notre Dame) през 1974 г.

## Военна кариера
Уитърби започва службата си в USN малко след дипломирането си през 1975 г. През декември 1976 г. завършва школата за подготовка на бойни пилоти и става пилот на изтребител А-7 от състава на бойна ескадрила 72 (VF-72). От август 1977 до ноември 1980 г. служи на самолетоносача USS John F. Kennedy (CV-67). За тези години осъществява 125 нощни кацания на палубата на кораба. През 1981 г. завършва школа за тест пилоти в Мериленд. Зачислен е в бойна ескадрила 132 (VFA-132) оперираща с новия изтребител F-18. По време на военната си кариера, Дж. Д. Уитърби има повече от 7000 полетни часа на 20 различни типа самолети и 345 кацания на палубата на самолетоносач.

## Служба в НАСА
Джеймс Доналд Уитърби е избран за астронавт от НАСА на 23 май 1984 г., Астронавтска група №10. Завършва успешно курса на обучение през юни 1985 г. Поради катастрофата с Чалънджър осъществява първата си мисия пет години по – късно. Той е ветеран от шест космически полета и има 1592 часа в космоса.

### Полети
| Космически полети на Джеймс Доналд Уитърби               | Космически полети на Джеймс Доналд Уитърби | Космически полети на Джеймс Доналд Уитърби | Космически полети на Джеймс Доналд Уитърби | Космически полети на Джеймс Доналд Уитърби | Космически полети на Джеймс Доналд Уитърби | Космически полети на Джеймс Доналд Уитърби |
| №                                                        | Дата                                       | КК                                         | Емблема на мисията                         | Функции                                    | Продължителност                            |                                            |
| -------------------------------------------------------- | ------------------------------------------ | ------------------------------------------ | ------------------------------------------ | ------------------------------------------ | ------------------------------------------ | ------------------------------------------ |
| 1                                                        | 9 януари 1990                              | „Колумбия“, мисия STS-32                   |                                            | Пилот                                      | 10 денонощия 21 часа 00 мин. 36 сек.       |                                            |
| 2                                                        | 22 октомври 1992                           | „Колумбия“, мисия STS-52                   |                                            | Командир                                   | 9 денонощия 20 часа 56 мин. 13 сек.        |                                            |
| 3                                                        | 3 февруари 1995                            | „Дискавъри“, мисия STS-63                  |                                            | Командир                                   | 8 денонощия 06 часа 28 мин. 15 сек.        |                                            |
| 4                                                        | 25 септември 1997                          | „Атлантис“, мисия STS-86                   |                                            | Командир                                   | 10 денонощия 19 часа 22 мин. 12 сек.       |                                            |
| 5                                                        | 8 март 2001                                | „Дискавъри“, мисия STS-102                 |                                            | Командир                                   | 12 денонощия 19 часа 51 мин. 57 сек.       |                                            |
| 6                                                        | 24 ноември 2002                            | „Индевър“, мисия STS-113                   |                                            | Командир                                   | 13 денонощия 18 часа 48 мин. 38 сек.       |                                            |
| Сумарно време в космоса – 66 денонощия 10 часа 23 минути |                                            |                                            |                                            |                                            |                                            |                                            |

- Джеймс Уитърби е единствения човек в света, командвал пет космически полета.
- Той е астронавта осъществил най-много приземявания на космическата совалка – пет.
- Държи рекорда за най-висок човек летял някога в космоса – 193 см.
- Пилотирал е четирите совалки от космическия флот на НАСА.
- Осъществил е скачване с две дълговременни орбитални станции – Мир и МКС.

### Административна дейност
По време на службата си в НАСА, Джеймс Уитърби е заемал някои от най-отговорните длъжности в агенцията:
1. От август 1995 до април 2000 г. – Директор по екипажите в Космическия център Линдън Джонсън, Хюстън, Тексас.
2. От април 2003 до юни 2004 г. – Технически асистент на директора на направление „Сигурност на мисиите“ в Космическия център Линдън Джонсън, Хюстън, Тексас.

## След НАСА
След като напуска НАСА през януари 2005 г., Уитърби започва работа в петролния гигант BP.

## Награди
- Летателен кръст за заслуги;
- Медал на USN за постижения в службата;
- Медал на USN за особени заслуги (2);
- Медал на USN за отлична служба (4);
- Медал на НАСА за участие в космически полет (6);
- Медал на НАСА за изключително лидерство (2).

През 2009 г. Джеймс Уитърби е приет в Аерокосмическата зала на Славата.

## Личен живот
Джеймс Уитърби е женен и има 2 деца. Хобитата му са ски, тенис и рок музика.